# Edwin Fábrega
Edwin Fábrega è un comune (corregimiento) della Repubblica di Panama situato nel distretto di Santiago, provincia di Veraguas. Si estende su una superficie di 35,4 km² e conta una popolazione di 3.434 abitanti (censimento 2010).